# AR-7
アーマライト AR-7（Armalite AR-7）は、1959年にアメリカのアーマライト社が開発したセミオートライフルである。

## 概要
1950年代にサバイバルライフルとして製作されたAR-5の発展型。ボルトアクションであったAR-5をセミオート化した銃で、AR-5の特徴であった分解した銃身・機関部・弾倉を、ストックに収納する特性を継承している。その状態のストックは水に浮くと言われ、発売当初はセールスポイントになった（ヘビーバレル仕様など、モデルによっては水に浮かないこともある）。
AR-5の後継銃として開発されたが、軍用から民生用に転換するために実包を.22ホーネットから、一般的な.22LRに変更して発売された。何度か生産中止を挟みつつ、アーマライト社から数社を渡り歩きながら、現在も生産が続いている。長期に生産されただけにカスタムパーツも豊富で、ハンドガン化したモデルなどのバリエーションも多い。
安価で信頼性も高く、銃器初心者にはスタームルガーMkIと並んでポピュラーな銃で、アメリカでは子供がライフルの基本をAR-7で覚えた者も多いという。

## 製造会社変遷
- アーマライト社:1959年-1973年
- チャーターアームズ社:1973年-1990年
- サバイバルアームズ社:1990年－1997年
- ヘンリーリピーティングアームズ社:1997年-現在

## 登場作品

### 映画
『007 ゴールドフィンガー』
ゴールドフィンガーの命を狙うティリーが使用。
『007 ロシアより愛をこめて』
映画看板の裏から狙撃に使用。分解組み立ての描写がある。
『名探偵コナン 探偵たちの鎮魂歌』
西尾正治殺害事件において、犯人が西尾を狙撃する際にスコープとサイレンサーを装着したものを使用。なお、作中においてメーカーはチャーターアームズ社のものと明言されている。

### アニメ・漫画
『ザ・シンプソンズ』
シーズン13、22話でマギー・シンプソンがホーマーを助けるためにマフィアに対して使用。全員を撃退する。
『秘密探偵JA』
ストックが水に浮くの利用して、隠し武器的に運用されていた。
『ガンスミスキャッツ』
主人公ラリービンセントがお守りとして父親から送られた。